# Michaił Barkow
Michaił Barkow (ur. 1909) – radziecki generał major lotnictwa, pilot.

## Życiorys
W 1952 ściągnięty do Ludowego Wojska Polskiego przez gen. Iwana Turkiela, sprawował ważne funkcje w wojskach lotniczych. W 1956 powrócił do armii macierzystej.